# Bârjoveni (okręg Neamț)
Bârjoveni – wieś w Rumunii, w okręgu Neamț, w gminie Secuieni. W 2011 roku liczyła 269 mieszkańców.